# Hordak
Hordak, izmišljeni lik iz franšize Gospodari svemira, koji se prvenstveno sukobljava s moćnom ratnicom She-Ra na planeti Eteriji, ali povremeno ratuje i protiv He-Mana te svog bivšeg štičenika Skeletora. Zli je gospodar i vođa Zle Horde, a njegova moć je mješavina magije i visoke tehnologije. Kiborg je te posjeduje spodobnost pretvaranja u različita oružja s osobitim vještinama preobrazbe svoje ruke u top, a može i dodati rotirajuće sječivo na vrh svoje ruke.
Iako je u animiranim serijalima prikazan kao glavni antagonist She-Rae, zapravo je isprva zamišljen u mini stripovima kao jedan od novih neprijatelja He-Mana i tek je kasnije u razvojnoj fazi nove animirane serije sa She-Raom kao središnjim likom, izabran za glavnog antagonista, umjesto Catre, koja je to trebalo biti inicijalno.

## Povijest lika
Postoji više verzija Hordakova porijekla i prošlosti, zavisno od medija u kojema se tematizirala njegova prošlost. Prema jednoj verziji, on je mlađi brat Horde Primea, kojeg je brat prognao na planetu Eteriju, jer ga je htio zbaciti s prijestolja. Na Eteriji je Hordak utemeljio svoje sjedište u Zoni straha, odakle vlada planetom uz pomoć svoje Zle Horde. Iako se povremeno oslanja na magiju, Hordak ponajviše vjeruje u znanost te uporabu visoke tehnologije kojom se služi kako bi stekao i zadržao svoju moć.
Prema drugoj verziji priče, Horde Prime je stvorio Hordaka kao kiborga i drugu verziju samoga sebe te mu je dao ovlasti da vodi jedan dio Zle Horde na planeti Etheriji u njegovo ime. U dosadašnjim medijskim publikacijama nije otkriven izgled Horde Primea koji je veoma velik, ali skriven u magli.
Hordak je veoma drevno biće koje je sudjelovalo u oblikovanju povijesti Eterije i planeta Eternije u dalekoj prošlosti. Prema jednoj verziji priče, prvo je obitavao na Eterniji te je ušao u sukob protiv Ljudi zmija koje je predvodio kralj Hiss. Nakon što ih je porazio, uzeo je njihov dom Zmijsku planinu za svoje sjedište. Poslije se sukobio protiv mitskog kralja Grayskulla, vladara dvorca Siva Lubanja i cijelog kraljevstva, kojeg je naposljetku porazio i ubio. Prije smrti, kralj Grayskull je prebacio svoju snagu, moć i sve svoje junačke vrline u Mač Moći kojeg je kasnije naslijedio princ Adam, a njegovo Vijeće staraca je nestalo i ujedinilo svoju životnu energiju u energetsku kuglu koja je osnova moći dvorca Siva Lubanja i čitave Eternije.
Hordak je veoma zao i željan domoći se vlasti nad čitavim svemirom te ne preza ni od čega kako bi to postigao. Zbog toga što su njegove vlastite ambicije u koliziji s ambicijama njegova nekadašnjeg učenika Skeletora, njih dvojica se često sukobljavaju, iako mu je Skeletor dužnik i izdao ga je te zatvorio portal između dvaju dimenzija. Zla Lyn je u konačnici pomogla Hordaku prijeći na Eterniji, gdje se Hordak počeo sukobljavati s He-Manom i Skeletorom, iako se ponekad udružuje sa Skeletorom protiv He-Mana, ali ta savezništva ne traju dugo i nisu iskrena, već traju dok traje interes koji ih veže zajedno.
U prošlosti je Hordak oteo princezu Adoru i odveo je na Eteriju gdje ju je odgojio kao svoje dijete. Kada je odrasla, preuzela je kapetanski naslov i vodstvo nad dijelom Zle Horde. Kada je, uz pomoć He-Mana, doznala za svoje pravo porijeklo, odmetnula se od Hordaka i pridružila pokretu otpora na planeti Eteriji. Uz pomoć Mača zaštite, kojeg joj je, preko princa Adama, predala Čarobnica, dobila je sposobnost petvoriti se u magičnu ratnicu She-Ra.

## Originalni mini stripoviGospodari svemira
Prvi put se pojavljuje u mini stripu "Grizzlor, oživljena legenda!" (Grizzlor, The Legend Comes Alive!) iz 1984. godine u kojem je u samom početku prikazan kao nemilosrdni tiranin iz druge dimenzije koji obitava u Zoni straha i vrši vlast nad pripadnicima Zle Horde. U toj priči se otkriva da je i Skeletor nekoć bio pripadnik Zle Horde, a Hordak njegov mentor. Hordak pokušava stupiti na Eterniju i osvojiti dvorac Siva Lubanja kako bi prigrabio sebi njegove tajne moći.

## Televizijska adaptacija lika

### He-Man i She-Ra: Tajna mača (1985.)
Hordak se prvi put pojavljuje u dugometražnom animiranom filmu He-Man i She-Ra: Tajna mača (1985.) u kojem je prikazan kao tiranski vladar Zle Horde uz pomoć koje želi osvojiti čitavu Eteriju, planet blizanac Eternije koji se nalazi u drugoj dimenziji. Hordak je kiborg-čarobnjak koji ima čitavu vojsku zlih ratnika te mnoštvo robotskih vojnika koji čine njegovu vojsku. Sjedište mu je u Zoni straha, visokotehnološkom kompleksu koji se nalazi na Eteriji. Kao kiborg ima sposobnosti preobraziti svoje tijelo ili dijelove tijela u opasno oružje. Ima blijedo lice sa zlim očima, njuškom i crvenim vampirskim zubima te vampirske uši. Tijelo mu je odjeveno u crni metalni oklop koji je ukrašen ogrlicom od kostiju, a na sredini prsiju nalazi mu se amblem Zle Horde, veliki crveni šišmiš.

### He-Man i She-Ra: Božićno izdanje (1985.)
U ovom animiranom filmu trajanja oko 45 minuta, doznaje se da je Hordak bio Skeletorov mentor i šef, jer je Skeletor inicijalno također bio član Zle Horde. Kasnije je Skeletor izdao Hordaka zbog čega se razvilo nepovjerenje i neprijateljstvo među njima. Također, otkriva se kako Hordak nije vođa čitave Zle Horde, već samo njenog ogranka na Eteriji, a da planetarnu Zlu Hordu predvodi njegov brat Horde Prime koji je izuzetno velik, prema prikazanoj ruci također dijelom kiborg, a lice i ostatak tijela mu je stalno u magli pa se ne zna njegov izgled.

### She-Ra: Princeza moći (1985. – 1987.)
Hordak je glavni neprijatelj moćne ratnice She-Ra, Princeze moći, koja vodi pobunu protiv njega i Zle Horde na planeti Eteriji. Više koristi snagu tehnologije nego magiju. Glavni sljedbenici su mu žena-mačka Catra, Grizzlor, Leech i Mantenna te zla čarobnica Shadow Weaver. Hordak posjeduje ogromnu armiju s raznovrsnim naoružanjem, od tenkova, transportera do letjelica, a glavninu pješaštva čine mu robotizirani Horde Trooperi. Sjedište Zle Horde je u području Zone straha, koja je u Filmationovom animiranom serijalu prikazana kao veliko industrijsko središte s prijestolnom dvoranom, za razliku od Mattelovog igračeg seta koji je sasvim drugačiji, kao pećina sa zatvorskom čelijom i rupom iz koje izlazi divovska zmija.

### He-Man i Gospodari svemira (2002. – 2004.)
U novoj adaptaciji animiranog serijala koji oživljava franšizu nakon neuspjeha animiranog televizijskog serijala Nove pustolovine He-Mana s početka 1990-ih, Hordak se pojavljuje u svega nekoliko epizoda. Doznaje se da je nekoć živio na Eterniji i ratovao protiv mitskog kralja Grayskulla, čije se sjedište kraljevstva nalazilo u dvorcu Siva Lubanja. U zadnjem okršaju protiv kralja Grayskulla, Hordak je otvorio međudimenzionalni portal kako bi odvukao kralja Grayskulla i njegov narod u mračnu dimenziju Despondos, ali se tijekom sukoba dogodilo da su Hordak i pripadnici njegove Zle Horde bili zahvaćeni vrtložnom snagom portala i odneseni u drugu dimenziju.
U kasnijim epizodama otkriva se kako se Hordak želi vratiti na Eterniju i pritom traži pomoć od Skeletora koji mu se ne može oduprijeti, jer ima dug prema Hordaku, budući da ga je on spasio dok je kao Keldor ratovao protiv, u to vrijeme, kapetana Randora i u sukobu je bio teško ozlijeđen na području glave. Hordak ga je izliječio i pretvorio u Skeletora, tako što mu je maknuo oštećenu kožu s lica i ostavio mu funkcionalnu golu lubanju.

### She-Ra i princeze moći (2018. – 2020.)
U novoj verziji animiranog serijala She-Ra, Hordak je prikazan kao klon svog brata Horde Primea koji je imao genetsku manu, zbog čega je bio poslan na samoubilački zadatak, ali je umjesto toga pobjegao kroz međudimenzionalni portal i završio na Eteriji, gdje je postao vođom lokalne Zle Horde. Odlučio je osvojiti čitavu planetu i podvrgnuti je Zloj Hori, nadajući se da će tako umilostiviti svog brata i vratiti se u Carstvo Horde. Tijekom vremena počeo je razvijati teleportacijsku tehnologiju kako bi prizvao Horde Prime i dokazao mu se kao vjeran i vrijedan pripadnik Zle Horde.

## Sposobnosti i moći
Hordak je kiborg te stoga ima sposobnost pretvarati tijelo ili dijelove tijela u oružje ili u prijevozna sredstva. Može pretvoriti ruku u laserski top, a može i na vrh topa umetnuti rotirajuća sječiva koja se vrte velikom brzinom i vrlo su opasna. Također, može se čitav pretvoriti u raketu i brzo napustiti lokaciju na kojoj se nalazi. U jednoj verziji, dobio je i sposobnost ispucavanja oštrih pila iz prsiju. Također, posjeduje i magične moći kojima se također služi za razračunavanje s neprijateljima.

## Vanjske poveznice
- Hordak - he-man.fandom.com (engl.)